# Нуредин Реджеп Вока
Нуредин Реджеп Вока (на албански: Nuredin Rexhep Voka) е албански мюсюлмански духовник и учител, виден деец на Албанското възраждане, автор на учебници.

## Биография
Роден е в 1847 година в албанското положко село Шипковица, тогава в Османската империя, днес в Северна Македония. Учи в Шипковица, после в Тетово, медресе в Призрен, а в 1868 година започва да учи и по-късно завършва Теологическия факултет на Истанбулския университет, в който преподава след завършването си. В 1895 година се връща в Шипковица. В 1903 година е назначен за мюфтия на Битолския вилает. В Битоля започва да учи албански език с латински букви от албански протестантски мисионери. Основава първия албански духовен колеж в Скопие. След Младотурската революция в 1908 година, първоначално подкрепя младотурците. Участва в Паналбанската сбирка в Букурещ в 1905 година и в Дебърския конгрес в 1909 година. Член е на Башкими. Издава буквар на албански език и две читанки с 44 букви базирани на арабицата. Важен негов труд е „Мисли“ с философско-педагогическо съдържание.
Неговото име носят основните училища в Шипковица и Бродец.